# Бётфюр, Генрих Юлиус
Генрих Юлиус Бётфюр (нем. Heinrich Julius Böthführ; 9 (21) декабря 1811, Рига — 5 (17) мая 1888, Рига) — лифляндский историк и муниципальный чиновник, бургомистр Риги.
Родился в купеческой семье балтийских немцев. Окончил лифляндскую губернскую гимназию, в 1833—1837 гг. изучал право в Дерптского университета. В 1837—1882 гг. состоял в Риге на государственной службе, в том числе в 1845—1846 гг. в городской консистории, в 1846—1848 гг. в окружном суде, с 1850 г. инспектор городской библиотеки, в 1857 г. председатель комиссии по строительству газовых и водопроводных сооружений, и т. д. Наконец, в 1867—1882 гг. занимал должность рижского бургомистра.
Бётфюру принадлежат два справочника по региональной истории. Первый, «Рижский совет с 1226 по 1876 гг.» (нем. Die Rigische Rathslinie von 1226 bis 1876; 1877), представляет собой аннотированный хронологический список членов городского совета Риги. Второй, «Лифляндцы в зарубежных университетах прошлых столетий» (нем. Die Livländer auf auswärtigen Universitäten in vergangenen Jahrhunderten; 1884), — роспись студентов из Лифляндии в десяти германских университетах в XIV—XVIII веках.
С 1885 г. и до конца жизни председатель Общества истории и древностей Остзейских губерний. Незадолго до смерти избран также почётным членом дерптского Учёного эстляндского общества.